# 會要所
会要所，宋朝中央官修史书编修机构之一，编纂会要所的简称。编辑本朝或前代会要的机构。
唐德宗贞元年间，苏冕修《唐会要》，始有“会要”之名。北宋前期，修会要无定所。天圣末年，在修史院修会要。宋代极重视会要的修撰，设会要所专司其事，隶属于秘书省，由秘书省官员统任所事。绍兴九年（1139年）命秘书省官校《国朝会要》。乾道四年（1168年），命宰相兼提举编修《国朝会要》，提举诸司官、承受官、主管诸司官，都是由国史日历所官兼任。次年，命秘书省再加删定，以续修《国朝会要》为名。此后接续修纂，均以秘书省官通任其事。直至宋朝灭亡，都沿此制接继编修会要。